# 失われた時を求めて

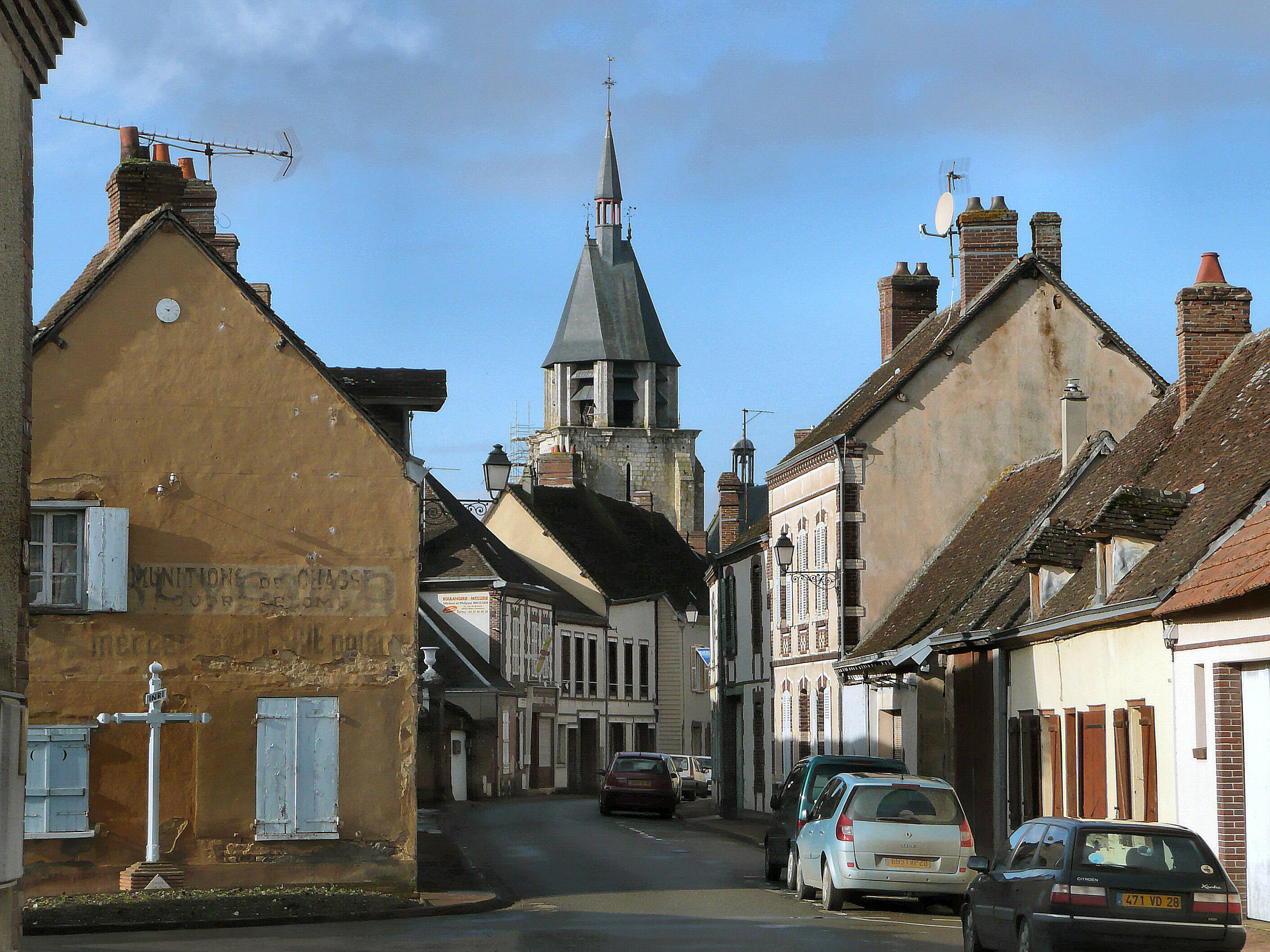
『失われた時を求めて』の舞台コンブレ―のモデル地のイリエ（プルーストの父親の出身地）。作品により「イリエ＝コンブレー」の名称となった。

『失われた時を求めて』（うしなわれたときをもとめて, À la recherche du temps perdu）は、マルセル・プルーストによる長編小説。プルーストが1922年の没時まで執筆、校正した大作で、1913年から1927年までかけ全7篇が刊行された（第5篇以降は作者没後に刊行）。長さはフランス語の原文にして3,000ページ以上、日本語訳では400字詰め原稿用紙10,000枚にも及び、「最も長い小説」としてギネス世界記録で認定されている。ジェイムズ・ジョイスの『ユリシーズ』などと共に20世紀を代表する世界的な傑作とされ、後世の作家に多くの影響を与えている。
眠りと覚醒の間の曖昧な夢想状態の感覚、紅茶に浸った一片のプチット・マドレーヌの味覚から不意に蘇った幼少時代のあざやかな記憶、2つの散歩道の先の2家族との思い出から繰り広げられる挿話と社交界の人間模様、祖母の死、複雑な恋愛心理、芸術をめぐる思索など、難解で重層的なテーマが一人称で語られ、語り手自身の生きた19世紀末からベル・エポック時代のフランス社会の諸相も同時に活写されている作品である。
社交に明け暮れ、無駄事のように見えた何の変哲もない自分の生涯の時間を、自身の中の「無意志的記憶」に導かれるまま、その埋もれていた感覚や観念を文体に定着して芸術作品を創造し、小説の素材とすればよいことを、最後に語り手が自覚する作家的な方法論の発見で終るため、この『失われた時を求めて』自体がどのようにして可能になったかの創作動機を小説の形で語っている作品でもあり、文学の根拠を探求する旅といった様相が末尾で明らかになる構造となっている。
こうした、小説自体についての小説といった意味も兼ねた『失われた時を求めて』の画期的な作品構造は、それまで固定的であった小説というものの考え方を変えるきっかけとなり、また、物語として時代の諸相や風俗を様々な局面で映し出しているという点ではそれまでの19世紀の作家と通じるものがあるものの、登場人物の心理や客観的状況を描写する視点が従来のように俯瞰的でなく、人物の内部（主観）に入り込んでいるという型破りな手法が使われ、20世紀文学に新しい地平を切り開いた先駆け的な作品として位置づけられている。

## 成立過程

### 概説
『失われた時を求めて』は長さが長大なだけでなく、1つの文章も非常に息が長く、隠喩（メタファー）の多い文体となっている。また、数百人にも及ぶ厖大な数の登場人物のうちの主要人物も数多く、その関係も複雑で、物語に様々な伏線が張られているなど、作品全体の構造が捉えにくい面もある。
プルースト自身が、本作を生涯かけ創作する直接的なきっかけとしては、37歳になる1908年頃から文芸評論家・サント＝ブーヴの論に異を唱える「サント＝ブーヴに反論する」という評論を書き出したことで、そこから徐々に構想が広がり、『失われた時を求めて』の題を持つ小説に発展していった。プルーストは外部の騒音を遮るため、コルク張りにした部屋に閉じこもって書き続け、42歳となった1913年11月に第1篇『スワン家のほうへ』を自費出版した。この時点では当初3篇（全3巻）の予定であったが第一次世界大戦により出版が中断し、さらに新たな要素を加えるなどの改稿を続けて長大化していく。
紆余曲折を経て、プルーストは47歳となる1918年頃に発話障害と顔面麻痺に時々襲われながらも全20冊のノートに清書原稿を書き上げた。その後も大幅な修正・加筆作業を続けて、1919年6月に出版した第2篇『花咲く乙女たちのかげに』はゴンクール賞を受賞した。そして手直し作業が第4篇まで完成し、第5篇の印刷ゲラに手入れしている途中、プルーストは1922年12月18日に51歳で死去した。
ゆえに第5篇の途中以降は未定稿の状態であったが、弟ロベールや批評家ジャック・リヴィエールらが遺稿を整理して刊行を引継ぎ、最後の第7篇を1927年に刊行して出版完結となった。物語としては一応終っているが、プルースト自身が自作を大聖堂に喩えているように、中世の教会建築さながらに加筆改稿されて膨大化した作品であるため、死後刊行の3篇に関しては真の意味では未完作といえる。さらに言えば、もしプルーストがまだ数年生き長らえて書き続けていたとしても、人生の全てを書きこむのは不可能であっただろうため、予め未完を運命づけられていた作品だとも言われている。
物語は、ある日語り手が一さじ掬った紅茶に混ざった一片のプチット・マドレーヌを口にしたのをきっかけに、その味覚から幼少期に家族そろって夏の休暇を過ごした田舎町コンブレーの全体の記憶が鮮やかに蘇ってくる、という「無意志的記憶」の感覚を契機に展開していく。そして幼い語り手の一家が滞在したコンブレーの叔母の家の敷地に面していた「スワン家のほう」と「ゲルマントのほう」というY字路の2つの散歩道のたどり着く場所に住んでいる2つの家族たち（スワン家とゲルマント家）との関わりの思い出の中から始まって、自らの生きてきた歴史を記憶の中で織り上げていくように多くの様々な挿話と共に進んでいく。
作中の年代は、およそ1880年代から1920年代頃と推定され（第1篇第2部「スワンの恋」は除き）、第一次世界大戦前後の都市が繁栄した19世紀末からベル・エポックにかけての世相風俗や、社交界の人々のスノビズムも仔細に描かれている。また主人公は同性愛者の設定ではないが、同性愛も重要なテーマの1つになっており、これはプルースト自身が同性愛者であったことと、秘書（元雇いの自動車運転手）を務めた青年（恋人）が失踪の後に飛行機事故死したことが、主人公の恋人アルベルチーヌの死に置き換えられていると言われている。
このように、物語全体はフィクションであるが、芸術家である作者の自伝的な作品という要素も色濃い。名前のない主人公の〈私〉は、プルースト自身を思わせる人物で、少年期の回想や社交界の描写、恋愛心理などにプルーストの体験が生かされている。結末では語り手が自身の生涯を素材として「時」をテーマにした小説を書く決意をするという作家としての自覚の場面があり、作品はこの作品自体がどのようにして可能になったかの根拠を示していった小説と考えられ、作品導入部と結末部が円環的な関係にあり、あたかも論文における序文と結論が、予め第1篇に置かれていたことが解かる構造となっている。

### 「サント＝ブーヴに反論する」
『失われた時を求めて』の成立の基点は、一般に1908年と考えられている。この年の初頭より、プルーストは『フィガロ』紙に、英国の首都ロンドンで当時起きた詐欺事件「ルモワーヌ事件」を題材に、バルザック、ミシュレ、ゴンクール兄弟、フローベールなどのパスティーシュ（模作）を発表しており、これが直接のきっかけになって評論活動への意欲を抱いた。
プルーストは、文芸評論家のサント・ブーヴが、スタンダール、バルザック、フローベールなど同時代の作家を軽視し見誤った作品評をしたと考え、サント・ブーヴに対する批判として作家論を書く計画を立てていた。作家の日常の人となりと、作品とを不可分のものと考えていたサント＝ブーヴに対して、プルーストは、文学作品を評価するうえで、そうした日常的・外面的な「表層の自我」と、芸術作品中で表現される自己内部の「深層の自我」は別物であるとし、その深層を表出している作品に即して考えなければならないとしていた。
そうした評論計画の一方で、プルーストは、「ロベールと子山羊」「名をめぐる夢想」などの表題のついた、『失われた時を求めて』の原型となる小説断片が含まれた75枚の草稿を書き始めていた。そして、1909年8月までの段階では、これらの評論と小説は、夜中の回想の物語に、明け方の母親との会話形式の評論を繋げるという「サント＝ブーヴに反論する――ある朝の思い出」と仮に題された1つの作品としてまとめられることが予定されており、前半部では理論の実演として小説が、後半部では理論編として評論が置かれるという構成になっていた。
しかし、この作品が当初予定されていた出版社から拒否されると、プルーストは、他の出版社を探しながら作品の改稿を続けていき、次第に全体の構想も変化していった。当初、評論の形をとっていた最後の理論部分は作品の中に溶け込み、さらに「無意志的な記憶」の作用が作品の冒頭と最後に置かれ、作品構造を決定する基本的要素となった。

### 以前の自伝的断片
プルーストが1895年から1899年頃にかけて書いていた自伝的な小説断片（未完）をまとめた『ジャン・サントゥイユ』が、プルーストの死後の1952年に出版されたが、この自伝小説の中には『失われた時を求めて』の各所の挿話と類似する点も見受けられる。
『ジャン・サントゥイユ』には、当時のプルーストの願望や夢、実生活や経験が比較的そのまま反映されており、その点では『失われた時を求めて』の趣とは異なっているが、『失われた時を求めて』の成立をめぐる研究資料としても貴重なものにもなっている。また自身のスノビズムを自覚していたことも散見され、〈スノブである小説家は、スノブを描く小説家になるだろう〉という予言を書いている。

### 第1巻刊行と大幅な構成変更
『失われた時を求めて』というタイトルがプルーストの書簡に表れるのは1913年5月半ばのことであり、当初プルーストは2巻ないし3巻で刊行が完結すると考えていた。1912年にほぼ原稿が出来ていた3篇構成の『失われた時を求めて』では、1913年11月に第1巻が『スワン家のほうへ』としてグラッセ社から刊行された時点では、翌年以降に第2巻『ゲルマントのほう』、第3巻『見出された時』の刊行が予告印刷されており、このとき第2巻はすでに活字を組む作業が開始され、3巻目の草稿も大まかな形で出来上がっていた。
しかし、この段階では「マリア」という名前が付けられていた語り手の恋人とのエピソードなどがその後に大幅に改稿加筆されたことにより（名前もアルベルチーヌに変更される）、それからプルーストの最晩年にいたる8年間の間に作品が2倍以上の分量に膨れ上がることになった。この大幅な変化は、1913年から1914年にかけて起こった青年アルフレッド・アゴスチネリとの間の事件が影響を与えていると考えられている。
1907年に避暑地カブールで出会った自動車運転手のアルフレッド・アゴスチネリは、その後1913年に職を求めてプルーストの元を訪れた。プルーストはアゴスチネリを秘書として採用し、その妻と称するアンナと共に住み込みで雇い入れた。プルーストと彼との間の詳しい関係は分からないが、プルーストはこの青年に非常に執心するようになり、アゴスチネリが金銭をプルーストに使わせた挙句に1913年12月にアンナと共にニースに逃亡し、さらには1914年5月に彼がパイロット訓練飛行中に事故死したことで強いショックを受けた。アゴスチネリは「マルセル・スワン」という偽名を使って飛行士学校に登録していた。
作中での恋人アルベルチーヌとのエピソードは、この現実の事件と平行関係を持っており、作中では、アゴスチネリとの間に交わした書簡をそのまま語り手とアルベルチーヌとの間のやりとりとして引用することさえしている。

### 晩年の加筆修正作業
上記のような大幅な改稿を経て、1918年頃、結末に至るまでのノート20冊分の清書原稿が書き上げられた。しかし、プルーストはこの清書原稿から打たせたタイプ原稿にさらに大幅な加筆と手直しをするのが常で、さらに印刷ゲラにも大規模な修正が加えられるため、この段階ではまだ完成とは言い難い状況であった。
晩年のプルーストは、生の残りの時間に追われるようにしてゲラの修正と加筆の作業を急いだが、1922年11月に第5篇『囚われの女』の修正作業中に息を引き取った。このため、第5篇の途中から最終巻までは本当の意味では完成していない状態であり、特に最終巻『見出された時』はまとまった作品として見るにはかなり乱雑な様相を呈している。
さらに後年になって、プルーストは死の直前に第6篇『消え去ったアルベルチーヌ』に大幅な変更を施していたことが明らかになった。これは新たに発見されたタイプ原稿をもとに曽孫のナタリー・モーリヤック（モーリアックの孫にもあたる）が1987年に刊行したもので、この元原稿でも『消え去ったアルベルチーヌ』というタイトルが付けられていたことが明確となり、最初に考えていた『逃げ去る女』という題名と迷っていたプルーストが最終的に『消え去ったアルベルチーヌ』に決めていたことも明らかになった。
この原稿では、アルベルチーヌの思い出に関する記述など、それまで書かれていた内容が大幅に削除されてしまっている。そのために後に続く最終巻と内容的に繋がらなくなってしまっており、プルーストがどういう考えでこの改稿を行なっていたのか明らかではないが、作品の一部をどこかの雑誌に発表するために余分なところをカットしていただけではないかという説もある。

## あらすじ

### 第1篇『スワン家のほうへ』（Du côté de chez Swann、1913年11月刊）

#### 第1部「コンブレー」

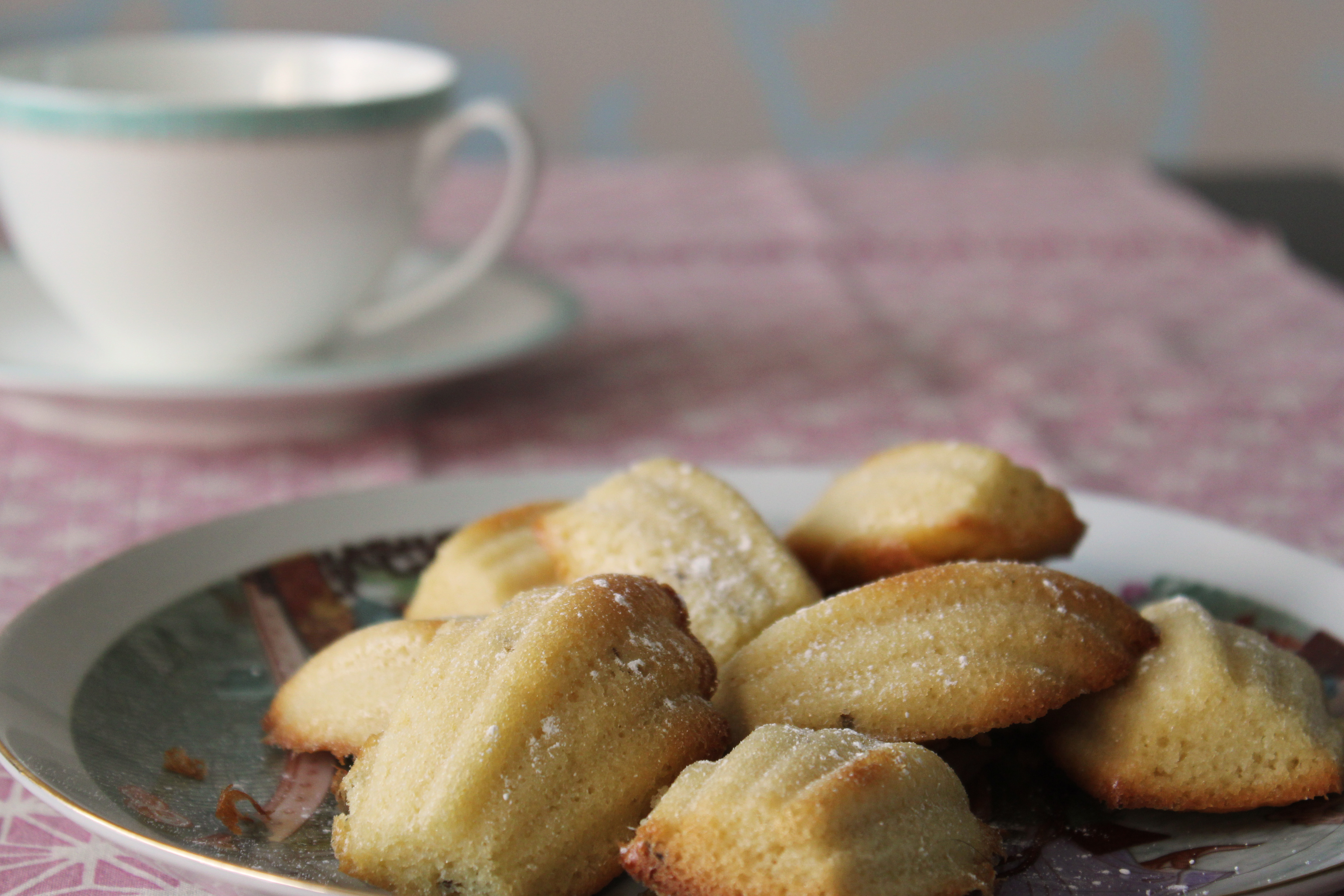
プチット・マドレーヌ。主人公が食べたのは貝殻型のもの。

〈長いあいだ、私は夜早く床に就くのだった。〉 この長い小説はこのような書き出しから始まり、本を読みつつ30分ほど眠って、ふと目覚めた時の夢見心地の意識の内的感覚が綴られる。そして詳しい状況や語り手についての情報を読者に一切与えないままに、語り手は夜眠れずに半睡状態でベッドの上で過ごしながら、自分がかつて過ごした7つほどの様々な部屋を回想していく。
それから回想は、語り手が幼年時代にバカンスで滞在していた田舎町コンブレー（架空の町でイリエがモデルの地）での出来事に移り、そこで母親に寝る前のおやすみのキスをせがんで煩わせた甘えん坊だった自身の切ない思い出を語る。一家と親しい近所のスワンが訪問すると、夜遅くまでいるスワンの応対で母親は2階の部屋になかなか来ないため、幼い語り手には耐え難い苦痛であった。
ついで、それからずっと後年のある寒い冬の日に、熱い紅茶を一さじ掬った時に混じった一片のプチット・マドレーヌを食べた時の快感で、それとまったく同じ味覚をかつてコンブレーでレオニ叔母が入れた紅茶かハーブティーで味わったことを思い出し、それをきっかけにコンブレー全体の光景が日本の水中花のようにティーカップの中から広がったという美しい体験を綴り、語り手はそうして鮮やかに甦ったコンブレーの自然情景、そこにいた人々、見聞きした物事を語り始める。
コンブレーでは、幼い語り手の家族はレオニ叔母の家の別棟に滞在し、そこからよく散歩に出かけていた。散歩のコースの一方は「スワン家のほう」で、散歩の途中でスワンの娘ジルベルトを見かけたことがあった。もう一方は「ゲルマントのほう」で、この由緒ある大貴族ゲルマント家の領地の城に住むゲルマント公爵夫人（半ばおとぎ話となっている中世伝説の薄幸のヒロインの末裔）に語り手は憧れを抱いている。この第1部は語り手が完全に目を覚ましたところで終了する。

#### 第2部「スワンの恋」
第2部では15年ほど時を遡り、語り手の誕生以前の物語が三人称で綴られていく（語り手が誰かから聞いたことを書きとめたという設定）。語り手はスワンの心理に入り込んでいるが、ところどころに語り手が顔を出している特殊な形式となっている。
ここで書かれるのは語り手の一家の友人であるユダヤ人の仲買人スワン（フェルメール研究している美術品蒐集家）が、高級娼婦オデットに恋をするようになった経緯や、さまざまな駆け引きのあとで彼女への恋が冷めるまでのエピソードが描かれ、ヴェルデュラン邸（称号のないブルジョア）のサロンを舞台として首都パリの社交界の様子もここで初めて記述される。
スワンがオデットに誘われて、初めてヴェルデュラン夫人のサロンに行った際、そこでピアノ演奏されたソナタに感動するが、それは前年にある夜会で聴いて惹かれていたヴァイオリン演奏のソナタと同じ曲であった。スワンはその曲の作曲者が、ヴァントゥイユという名前の人物だとそこで知る。
このヴァントゥイユ作曲のソナタ（Sonate de Vinteuil）は、スワンとオデットの恋を記念する「恋の国歌」となるが、オデットとの恋が破綻しそうになった後も、小楽節はそれらを越える表現を持ってスワンの魂を捉えた。スワンは、ヴァントゥイユがいかなる苦悩の奥底から美しく神々しい音楽を創造したのか考えるが、自分自身は好事家のまま、次の女との出会いを求めていく。

#### 第3部「土地の名、名」
第3部は第2篇第2部「土地の名、土地」と対応している。ヴェネツィア、フィレンツェ、パルマ、ノルマンディーのバルベック（架空の町で、カブールがモデルの地）など、まだ行ったことのない土地の名前についての語り手の想念に始まり、期待を膨らませる。
また、高熱を出したために旅行を禁じられた幼い語り手が、代わりにシャンゼリゼ公園に出かけてジルベルトに出会い、そこから子供らしい2人の淡い恋が始まる様子が描かれる。第1篇第2部でスワンはオデットと別れたかと思われたが、ここでは彼らは既に結婚し、スワン夫妻の間には娘ジルベルトがいる。

### 第2篇『花咲く乙女たちのかげに』（À l'ombre des jeunes filles en fleurs、1919年6月刊）

#### 第1部「スワン夫人をめぐって」
前述の「土地の名、名」の最後の部分を受け、まずジルベルトとの間の恋が描かれる。語り手はスワン家に出入りするようになり有頂天になるが、ジルベルトとは気持ちのすれ違いが多くなり恋の情熱は失われていく。一方スワン夫人（オデット）のサロンには出入りを続け、そこでピアノ教師ヴァントゥイユが作曲したソナタを聞き、やがて語り手は少年の頃から愛読し憧れていた作家のベルゴットにも出会い、自身の天分に目覚めていく。

#### 第2部「土地の名、土地」

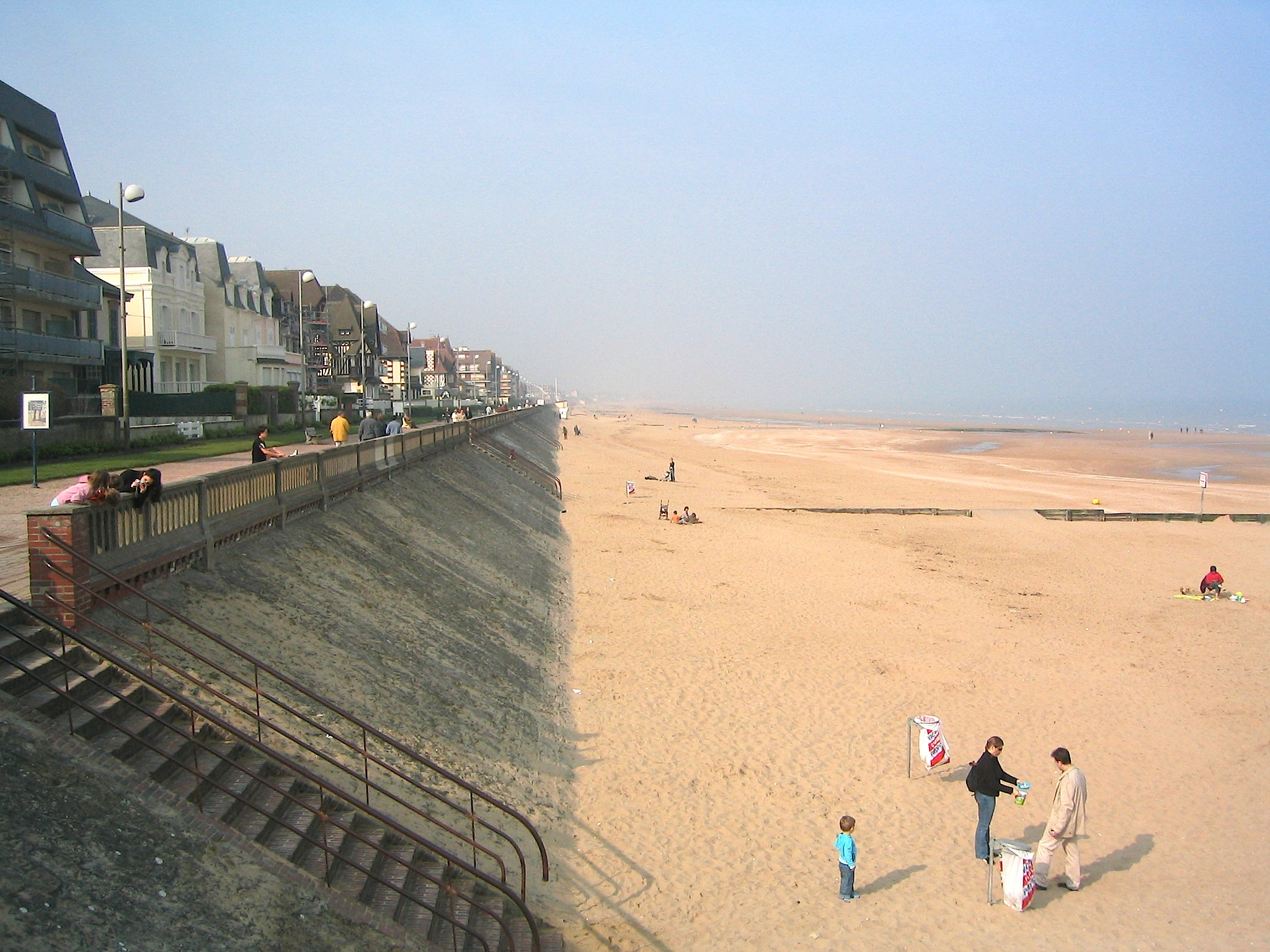
バルベックのモデル地となった避暑地カブールの砂浜。

前篇の「土地の名、名」と対をなす部分。前章から2年たち、ジルベルトとの間の恋の痛手も癒えた語り手は、祖母とその女中フランソワーズと共にノルマンディーの避暑地バルベックにバカンスに出かける。美術に造詣が深いスワンの説明から美しく思い描いていたノルマンディー風ゴシック建築の教会は、実際に目にすると期待外れで想像より劣っていた。
語り手はここで、祖母の旧友でありゲルマントの一族の出であるヴィルパリジ侯爵夫人（ゲルマント公爵の叔母）と出会い、ゲルマント公爵夫妻の甥である貴公子ロベール・ド・サン＝ルー侯爵、ゲルマント公爵の弟シャルリュス男爵とも知り合いになる。
また堤防の上でバラのように華やいだブルジョワの娘たちの一団（「花咲く乙女たち」）を見かけ、後に画家エルスチールの紹介で彼女たちとも親しくなり、この中の1人であるアルベルチーヌ・シモネに恋するようになる。ある晩、アルベルチーヌにキスしようとするが、語り手は彼女に拒否されてしまう。

### 第3篇『ゲルマントのほう』（Le Côté de Guermantes、1920年10月-1921年5月刊）

#### 第1部「ゲルマントのほう I」
第3篇は、語り手の一家がヴィルパリジ侯爵夫人の勧めで、パリのゲルマント邸の館の一角（アパルトマン）に引っ越すところから始まり、語り手が次第にゲルマント家の世界に入り込んでいく様が描かれている。日常のゲルマント公爵の様子を目にすると、今までの高貴なイメージが萎えることもあったが、語り手はオペラ座のボックス席のゲルマント公爵夫人の艶やかさを眺め、自分に手を振って合図してくれた公爵夫人に夢中になり、彼女に挨拶するために毎日待ち伏せをするようになる。
そして、彼女に紹介されることを願いつつ、その甥である隣人のサン＝ルーとの交友を深めていき、その後には彼とその愛人ラシェルとの関係にも立ち会うことになる。実在のドレフュス事件の話題もここで初めて登場し、ヴィルパリジ侯爵夫人邸でのマチネ（昼の集い）のシーンのあと、語り手の祖母がシャンゼリゼで軽い発作を起こすところでこの部は終わる。

#### 第2部「ゲルマントのほう II」
第2部はさらに2章に分けられている。第1章では、祖母の病気と死が語られる。これよりずっと長い第2章の始めでは、語り手とアルベルチーヌとの間の関係が再燃し、初めて彼女とキスをする。
そして、語り手は念願かなってゲルマント公爵夫人邸の晩餐会に招待され、シャルリュス男爵に会う。その後、語り手はシャルリュス男爵を訪れ、そこで男爵の尊大で奇妙な振る舞いに困惑したりするが、その頃にはすでにゲルマント公爵夫人に対する熱は冷めていた。その2か月後、語り手は、公爵夫人の従姉であるゲルマント大公夫人のサロンへの招待状を受け取る。

### 第4篇『ソドムとゴモラ』（Sodome et Gomorrhe I et II、1921年5月-1922年5月刊）

#### 第1部「ソドムとゴモラ I」
第4篇は、悪徳と退廃の町として旧約聖書に登場する「ソドムとゴモラ」から名を取られている。第4篇以降、本作の同性愛のモチーフが全面的に展開されていく。第2部よりずっと短い第1部で語り手は、ゲルマント家の館の中庭に面した場所に店を持つ仕立屋ジュピヤンとシャルリュス男爵が中庭で偶然出会い、同類同士の勘で蘭の花とマルハナバチのような求愛の仕草を取り合っている光景を目撃してしまい、そこから女としての特徴を持つ男についての想念を展開していく。

#### 第2部「ソドムとゴモラ II」
第2部は4章に分けられている。最初は語り手が招待されたゲルマント大公夫人の夜会の場面に始まり、その夜会の後でアルベルチーヌが語り手のもとを訪ねてくる。その後、語り手は2回目のバルベック滞在に向かうが、そこのホテルの部屋で靴を脱ごうと身をかがめた瞬間、不意に祖母の思い出が「心の間歇」として甦り、その死を実感させられる。
また、語り手にアルベルチーヌに対する同性愛（レズビアン）の疑いが初めて兆して、彼女に対する愛情と嫉妬が語られる。その一方、バルベックで再会したシャルリュス男爵と、ヴァイオリニストのモレルとの間の同性愛関係も語られていく。語り手は、アルベルチーヌに疎ましさを感じるようになり、一時考えていた彼女との結婚を断念しようと考える。しかし、アルベルチーヌから、同性愛者であるヴァイントゥイユ嬢の女友達との親しい関係を告げられると嫉妬に駆られ、急遽彼女をパリに連れて行き自宅に住まわせることにする。

### 第5篇『囚われの女』（La Prisonnière、1923年刊）
この巻以降は未定稿であり、いずれも内容に区切りが付けられていない。また第5篇はタイプ原稿では「ソドムとゴモラ IIIの第1部」という副題が付けられており、前篇に続いて同性愛を主題とした内容が続いている。
語り手はアルベルチーヌと暮らし始めたものの、病弱で家からなかなか出られず、監視役としてつけたアンドレと一緒に出かけていくアルベルチーヌに疑惑と嫉妬を募らせていく。その後、語り手はヴェルデュラン家の夜会に赴く。そこではシャルリュス男爵の後ろ盾でモレルを称える音楽会が催されるが、しかし客に無視されて気分を害したヴェルデュラン夫人のためにシャルリュス男爵とモレルは仲違いしてしまう。
その音楽会で、語り手は「七重奏曲」に聴き入り、それがヴァントゥイユの遺作だと気づく。そして音楽の与える喜びに匹敵するような作品をいつか自分が創造できるのか自問する。
一方、語り手はアルベルチーヌに対して募っていく疑念と嫉妬に苦しみ、彼女との間の諍いが起こるようになっていく。そして彼女と別れることを考えるようになるが、そのことをほのめかした矢先に、アルベルチーヌは不意に語り手の家から立ち去ってしまう。

### 第6篇『消え去ったアルベルチーヌ』（または『逃げ去る女』）（Albertine disparue、1925年刊）
第6篇は、一時「ソドムとゴモラ IIIの第2部」という副題が付けられており、前巻と対をなすものになっている。1954年のプレイヤッド版以後は『逃げ去る女』という題名のものも刊行されているが、1989年のプレイヤッド版では『消え去ったアルベルチーヌ』の巻名が採用されており、本文および巻名について一致した見解は成立していない。
語り手は、アルベルチーヌが身をよせたトゥーレーヌのボンタン夫人（アルベルチーヌの伯母）の元へサン＝ルーを密使として送り、また夫人の気を引くために、手練手管を用いた内容の手紙を送って、彼女を自分の元に戻らせようとする。しかし、そのうちにボンタン夫人から、アルベルチーヌが乗馬中の事故で死亡したという知らせが届く。「自分をもう一度受け入れて欲しい」「戻りたい」という内容のアルベルチーヌからの手紙が届いたのは、その知らせの後だった。
語り手は、彼女を失った悲しみに加えて、その死後もなお彼女の同性愛趣味に対する嫉妬に激しく苦しめられる。しかし、その苦しみを他人に語り時間が経つにつれて、少しずつ和らいでいく。そして、母オデットの再婚によってフォルシュヴィル嬢となっていた初恋のジルベルトと語り手は再会もした。その後、念願だったヴェネツィアに語り手は旅行するが、そのときにはもうアルベルチーヌへの想いはほとんど消え去っている。パリへの帰途で、語り手は、ジルベルトとサン＝ルーの結婚を知る。

### 第7篇『見出された時』（Le Temps retrouvé、1927年刊）
語り手は、コンブレーのジルベルト邸に滞在し、ここでジルベルトから、それまではまったく別の方向だと思っていた「スワン家のほう」と「ゲルマントのほう」の2つの道が、ある点で合流して意外な近道で繋がっていたことを知らされる。それから、ゴンクール日記（引用はプルーストによる模作で、原文には存在しない）を読んで、文学の価値に懐疑を抱くとともに自身の才能に対して疑念を持つ。
その後、語り手は病を治療するために数年の療養所生活を送る。それから、語り手は一時、第一次世界大戦下のパリに戻り、そこで人と社会のさまざまな変化を目にする。コンブレーはドイツ軍に占領されており、敵国のドイツ贔屓になっていたシャルリュス男爵は社交界での輝かしい地位を失っていた。語り手は、空襲に晒されたパリの灯火管制下の町のホテル（ジュピヤンが管理人の男娼窟）で、自分を若い男に鞭打たせて快楽に浸っている血だらけのシャルリュスを見かけ、またサン＝ルーもこの宿に出入りしていたらしいことを知る。その後、まもなくサン＝ルーは戦線で死を遂げ、語り手は再び療養所生活に戻る。
さらに数年経ち、語り手は再びパリに戻ってくる。語り手は、ゲルマント大公夫人（これは寡となった大公と再婚した元ヴェルデュラン夫人である）のマチネに出席し、ゲルマント家の中庭の不ぞろいな敷石で躓いた瞬間、ヴェネツィアでまったく同じ体験をしたことを思い出す。これをきっかけにして、かつてマドレーヌによって引き起こされたのと同じような「無意志的記憶」が次々と引き起こされ、語り手に過去の鮮やかな記憶が次々と甦ってくる。
この体験によって、語り手は、自分の文学的な天分を発見し、時勢や特定の観念におもねらずに、このように生々しく甦ってきた生の軌跡を描いていくべきだと確信する。そして、語り手は、ゲルマント公妃の開いたパーティの場で、すっかり老いてまるで仮面を被っているかのように様変わりした人々の姿を見て、「時の破壊作用」を目の当たりにする。そしてまた、「スワン家のほう」と「ゲルマントのほう」の2つの道の合流を象徴するジルベルトの娘サン＝ルー嬢に出会い、時がもたらす至福をも実感する。
こうして小説の題材をすっかり捉えた語り手は、自分の死を背後に感じながら、時と記憶を主題とする長大な小説を予告し、物語を終える。

## おもな登場人物

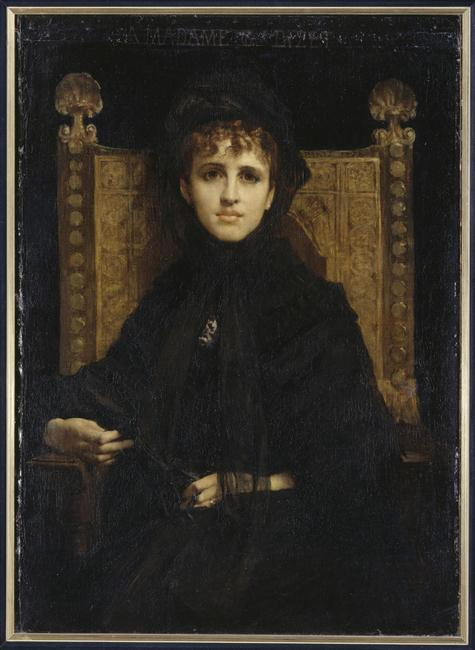
ゲルマント公爵夫人の才気な性格のモデルとなったストロース夫人（ジョルジュ・ビゼーの未亡人。プルーストの同級生ジャック・ビゼーの母親。

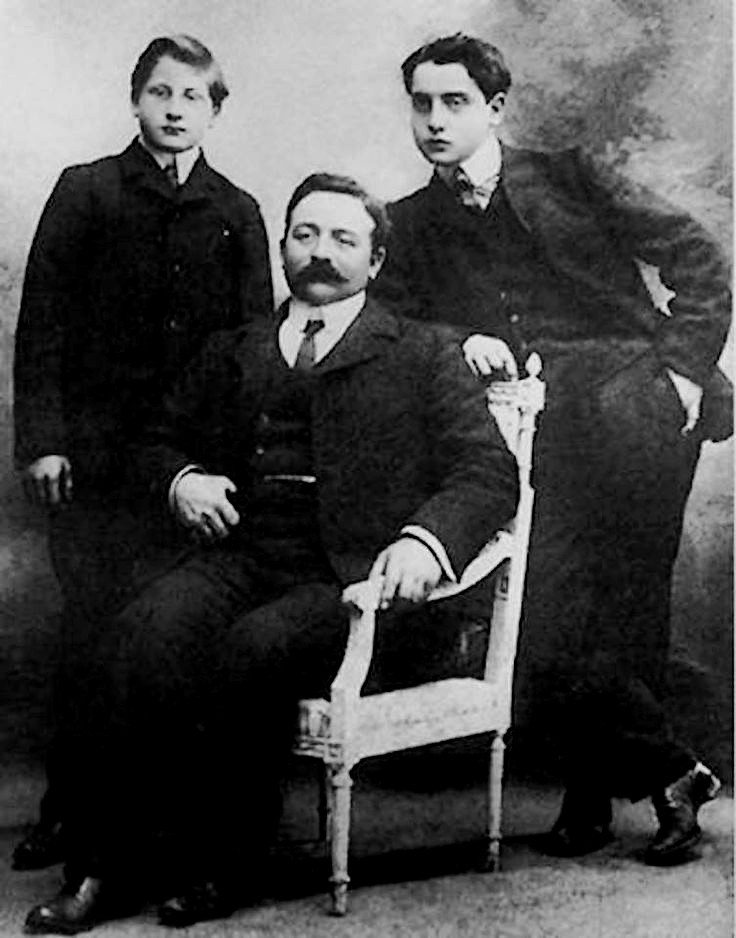
アルベルチーヌの主要モデルとなった青年アルフレッド・アゴスチネリ（右側）。父親と弟と（1905年）

私〈語り手〉（Narrateur）
物語の主人公。姓・名とも物語中では不明。パリの裕福なブルジョアの家庭に生まれた男性。父親は高級役人。母親と祖母（母方）の愛情を一心に受けて育った。身体が弱く繊細。読書好き。兄弟はいない。祖父は株式仲買人であった。
母
語り手の母親。幼い語り手がベッドで眠る前に、おやすみのキスをする習慣がある。幼い語り手にはそれがないと耐え難い。ある晩は遅くまで眠らずに、両親が来客のもてなしを終えて2階に上がって来るまで待ち続け、足音がすると階段まで飛び出していってキスをねだったこともある。その時母は一晩中、語り手のベッドに寄り添い、ジョルジュ・サンドの『フランソワ・ル・シャンピ』（孤児フランソワ）を読み聞かせる（義母と息子の恋愛部分は飛ばして）。語り手が成長したある冬の寒い日に、外から帰ってきた息子に紅茶とプチット・マドレーヌを出す。
レオニ叔母
コンブレ―にいた親戚。語り手の大叔母の娘。灰色の古い家に住む。裏手に庭に面したところに語り手一家が滞在するための別棟がある。幼い語り手は、レオニ叔母の家で、紅茶やシナノキの花のハーブティーに浸されたマドレーヌを食べた思い出がある。
祖母（バチルド）（Bathilde Amédée）
語り手の母方の祖母。孫の語り手に深い愛情を注ぐ。少年の語り手を連れてノルマンディーの避暑地バルベックにバカンスに行ったことがある。語り手が成長後には、体調がすぐれない中、語り手と一緒に出掛けたシャンゼリゼ公園で発作を起して重篤になり、死去する。
ゲルマント公爵（バザン）
由緒ある大貴族の生まれ。夫人は従妹。「フォーブール・サンジェルマン」の最高の地位にある家柄。結婚の翌日から浮気をし、次々と愛人を作ったが、美しい妻が社交界で発揮する才気（エスプリ）が自慢で、その引き立て役を喜んで演じている。知り合いの侯爵の訃報を聞いても知らなかったことにして、晩餐会や仮装舞踏会を優先する。
ゲルマント公爵夫人（オリヤーヌ）（Oriane de Guermantes）
貴族社交界のスター的な存在。夫のゲルマント公爵は従兄。美しく才気があり、辛辣な警句や大胆な言葉を他者に言ったりする。痛烈な観察眼でその場にいない人を毒舌的に嗤い者にする振舞いが社交界の人々に受けて喝采を浴びている。語り手は夫人に憧れて親しくなったが、その後は、夫人の社交場の批評だけの生活が不毛なものに見え、社交生活と本当の社会活動や仕事との関係を「批評と創作の関係」になぞらえる。夫人の主要モデルは、グレフュール伯爵夫人だが、プルーストの同級生だったジャック・ビゼーの母親のストロース夫人（作曲家ビゼーの妻で、夫の死後に銀行家ストロースと再婚）が才気な会話のモデルとなっている。ストロース夫人はユダヤ人家系のアレヴィ家出身。
シャルリュス男爵（パラメード）（Baron de Charlus）
ゲルマント公爵の弟。母親はバイエルン公爵夫人。深い教養を持っているが尊大で無礼な態度を見せる。実は同性愛者。フランスへの愛国心がなく、第一次世界大戦の最中でも壮絶で倒錯的な性の快楽を求めている。大戦後は、脳卒中となるが回復し老いさばらえた姿となる。見下げていた二流貴族の婦人からも憐れまれるが、昔の愛人ジュピヤンに支えられながらパリの街を若い男を求めて歩く。モデルはロベール・ド・モンテスキュー伯爵。
ゲルマント大公（ジルベール）
ゲルマント公爵夫妻の従兄。大戦後に夫人を亡くし、同じく未亡人となっていたヴェルデュラン夫人と再婚してシャンゼリゼ近くに豪邸を構える。
ゲルマント大公夫人（マリー）
バイエルンの高貴な家の出身。
ヴィルパリジ侯爵夫人（Madame de Villeparisis）
ゲルマント公爵夫妻の叔母。語り手の祖母とは、サクレ・クール（聖心女学院）時代の友人。
ロベール・ド・サン＝ルー（サン＝ルー＝パン＝ブレー侯爵）（Robert de Saint-Loup）
ゲルマント公爵夫妻の甥。若い軍人。スワンの娘ジルベルトと結婚するが、大戦中に死去する。
ヴェルデュラン夫人（Madame Verdurin）
称号を持たない裕福なブルジョワの夫人。夫は元美術評論家。ブルジョワ社交界の女主人としてサロンを頻繁に開いている。貴族を「やりきれない連中」と言いながらも、内心では羨望している。第一次世界大戦中に夫を亡くし、戦後にゲルマント大公と再婚する。モデルはプルーストと親しく庇護者でもあったマドレーヌ・ルメール夫人。ルメール夫人は独裁的で嫉妬深くもあった。

主要登場人物の相関図。青は男性、赤は女性。ピンク線は恋愛感情、青線は友人関係を表わす。

スワン（シャルル）（Charles Swann）
裕福なユダヤ人。美術や文学に造詣が深く、フェルメール研究している美術品蒐集家。貴族の上流社交界にも出入りしている。父親は株式仲買人で、語り手の祖父と親しかった。のちに不治の病を宣告される。
オデット・ド・クレシー（Odette）
スワンの恋人（のちに妻となる）。ヴェルデュラン夫人邸で主催されるサロンの常連だった。元は粋筋の女（高級娼婦）。会話に片言の英語を交えるくせがある。モデルはプルーストが熱愛したレイナルド・アーン。
ジルベルト・スワン（Gilberte Swann）
スワンとオデットの娘。幼い語り手の初恋相手。金髪で黒い目。サンザシのような少女。のちにロベール・ド・サン＝ルー侯爵と結婚する。モデルはプルーストの初恋であったポーランド貴族の娘マリー・ド・ベナルダキ。
ベルゴット（Bergotte）
高名な作家。スワンと親交がある。語り手は尊敬する作家。まだ若くぎくしゃくした小柄で逞しい近眼の男。カタツムリのような赤鼻で黒い顎鬚の第一印象。語り手はベルゴットに会う前は、白髪の優しい老作家をイメージしていた。フェルメールの展覧会場で『デルフトの眺望』を見ながら倒れて死んでいく。
ラ・ベルマ
ベルゴットが賞讃している大女優。語り手はラ・ベルマへの期待を膨らませていたが、オペラ座での実際の舞台を観て特に感動もなく終わる。
エルスチール（Elstir）
高名な画家。避暑地バルベックの近くにアトリエを構えている。印象派的な不思議な港の絵に、語り手は惹かれる。
ヴァントゥイユ
老ピアノ教師。語り手の祖母姉妹にピアノを教えていたことがあり、コンブレ―近くのモンジューヴァンに住んでいた。妻と死別し、地味で風采の上がらない謙虚な人物だが作曲もしていた。ヴァントゥイユの作ったソナタ（Sonate de Vinteuil）は、スワンや語り手を魅了する。ヴァントゥイユは娘の非行に悩まされて悲嘆のうちに死んでゆく。
ヴァントゥイユ嬢
ヴァントゥイユの娘。レズビアン。父親に反抗的だが顔は父と瓜二つ。少年の語り手はモンジューヴァンで、ヴァントゥイユ嬢の同性愛の場面を目撃する。ヴァントゥイユ嬢はそれを父親の遺影の前で行い、遺影に唾を吐きかけていた。彼女の同性愛の相手がその後、贖罪の念からヴァントゥイユの遺作「七重奏曲」を解読して仕上げる。
ジュピヤン（Jupien）
チョッキの仕立て職人。同性愛者のシャルリュス男爵と出会い恋仲となる。その後、第一次世界大戦中には、シャルリュス男爵が執事に命じて購入した宿（男娼窟）で管理人をする。
モレル（Charles Morel）
若い美貌のヴァイオリニスト。ヴェルデュラン夫人がノルマンディーに所有する別荘のラ・ラスプリエール荘で催すサロンの常連。シャルリュス男爵に愛される。演奏家としては優れているが、倫理観が乏しく人を騙して利用する厚顔無恥な性格。
コタール（Docteur Cottard）
権威ある医学部教授で名医。ヴェルデュラン夫人のサロンの常連。おどおどした滑稽な小人物であるが、語り手の病気を的確に診断する。
アルベルチーヌ・シモネ（Albertine Simonet）
語り手の恋人。「花咲く乙女たち」の1人。両親を亡くし親類の世話になっている。バラかゼラニウムのように赤く官能的な花を思わせる女性。主要モデルはプルーストが恋した青年アルフレッド・アゴスチネリで、その他、外交官のベルドラン・ド・フェヌロンもいる。
アンドレ
「花咲く乙女たち」の1人。アルベルチーヌの友人。
ボンタン夫人
アルベルチーヌの叔母。戦時下では、ヴェルデュラン夫人と共に社交の場で女王のように君臨している。
ブロック（Albert Bloch）
語り手の年長の悪友。語り手に悪所（売春宿）通いを教える。下層出身のユダヤ人。語り手にベルゴットの小説を読むように勧めた友人。高踏派詩人のシャルル＝マリ＝ルネ・ルコント・ド・リールに心酔している。育ちが悪く小生意気で人の気持を逆撫でするようなことを言う。のちに社交界に出入りし、戦後は作家として成功してジャック・デュ・ロジエと名乗るようになると、控え目な性格に変貌する。
ラシェル
元娼婦。ユダヤ人。語り手がブロックと行った売春宿で働いていた。サン＝ルー侯爵の恋人となり、前衛的な女優となる。
フランソワーズ（Françoise）
語り手の家の女中。コンブレ―のレオニ叔母の近隣の農家の出。語り手の祖母の世話をする。病身のレオニ叔母の世話をしていたこともある。料理が得意。語り手の家に夕食に招かれたノルポワ侯爵はフランソワーズがつくった「牛肉のゼリー寄せ」を絶賛する。
デュ・ブールボン医師
有名な脳神経科の医師。語り手の母親の友人。ベルゴットの熱狂的愛読者。体調を崩していた祖母の病気を、この「名医」が誤診し外出を勧めたため、ホームドクターから安静にしているべきと診断されていた祖母がシャンゼリゼ公園に出掛けることになった。語り手はわざわざ母に頼んで、自分がブールボン医師を呼んだことに自責の念を覚える。
ノルポワ侯爵（Marquis de Norpois）
外交官。語り手の父親と親しくしている。ベルゴットの人間性を酷評し、その文学も低評価する。
ルグランダン
週末だけコンブレ―に来るパリのエリート技師。立派な風采と洗練された物腰。スノビスムを罵倒しながらも、自身もスノブである。同性愛者傾向があり、秘かに少年愛を持つ。少年の語り手を夕食に招こうとする。バルザックを愛読している。
サン＝ルー嬢
ジルベルトとサン＝ルーの娘。

## 特徴

### 文体
『失われた時を求めて』の文体は、複雑な構文と多くの隠喩を持った非常に息の長い文章に特徴づけられている。このようなプルーストの長い文章は、ある観念やイメージが喚起する一切のものを記述しようとする作家の姿勢に基づくものである。例えば、文章の中で1つの対象が登場すると、その語に対して何行にも渡って修飾が加えられ、その後ふたたび元の語が引用されてまた修飾が始まり、その後でようやく述語動詞が登場して1つの文が完結する、というような形のものがしばしば表れる。
このような展開法は、パラグラフのレベルにも見られ、1つのパラグラフの冒頭に置かれた主の観念が、次のパラグラフの冒頭にも繰り返されて、脱線したものが再び立ち戻りながら拡がって物語っていくという叙述方法となっている。これらは、草稿やゲラを何度も読み返しながら、そのたびに新たに喚起された記述が加えられていった結果でもあると考えられている。
また、このような長い文章は、文章が結論部分に至るのをいつまでも引き延ばしておくことで、読者の期待を宙吊りにしておく冒険小説の技法をも思わせる。ただし、こうした長い文章は、実際には作品全体の三分の一程度を占めるに過ぎず、作品全体を通じて常に用いられているわけではない。また、長文が用いられる場面も語り手の分析的な独白を記述する場面に限られており、状況に合わせて適宜短い文も使われている。実際、文章の平均的な単語数は標準的なフランス語文の二倍程度である。また、使用されている語彙も極端に多いわけではなく、ある統計によればジロドゥのそれよりも少ないという。
プルーストは、その文章表現において、特に隠喩（メタファー）を重視していた。『失われた時を求めて』の最終巻などにも、隠喩と印象を巡る一節が一種の文学論の形で記されている箇所がある。そこでは、隠喩によって〈二つの感覚に共通の性質を思い、その二つの感覚をお互いに結び付けることによって、二つの感覚のエッセンスを引き出し、時間のもつ偶然性から感覚を解放するようにして、一つのメタファーの中に二つの対象を含ませる〉と述べている。
また、このメタファーの多用が持つ「比較されるもの（comparé）」が「比較するもの（comparant）」を喚起する関係は、『失われた時を求めて』のモチーフである「無意志的記憶」の構造、すなわちある現実の体感（五感など）が、過去の類似した記憶やそれにまつわる全てを引き起こすという機能と同じ構造を持っている。そのため、こうしたメタファーは、「無意志的記憶」のモチーフのいわば文体レベルでの実行と見なすこともできる。

### 構成
『失われた時を求めて』の物語は、直線的な進み方をしておらず、現実の事柄を述べる傍らでしばしばその印象や記憶を巡って脱線する。また、語り手が時に応じて、一般的な法則を明らかにして、それを比喩とともに例証したり抽象化したりすることで、話の流れがしばしば中断されてしまう。このため、作品の全体像は容易には把握しがたい。しかし、プルーストは、この小説を非常に緻密に構成している。
まず作品全体を支える構成として、語り手が不意に経験する記憶の奔流（無意志的記憶）が、論文における序文と結論のように、予め作品の始めから配されており、冒頭に置かれている無意志的記憶が作品の原動力となっていく。そして、その記憶の現象が物語の最終巻になって再び現れ、その幸福な感覚の秘密を悟ることで、書くべき表現方法（無意志的記憶のモチーフ）を得た語り手（芸術家）の文学的自覚が語られる結論部へと円環的に繋がっていたことが明らかとなる構造になっている。
各篇内の章においても、厳密な構成が施されており、例えば第1篇中では、不眠の夜のことが序曲的に書かれた後にコンブレ―のことが語られ、再び不眠の夜からマドレーヌの挿話となり、コンブレ―のことが長く描かれて、最後に不眠の夜から夜明けになるというように、楽曲やオペラのようなシンメトリックな構成配置となっている。プルースト自身、全体を大聖堂や交響曲に喩えているように、幾何学的な構成となっている。
物語自体は、場所を機軸にして展開していく。第1篇では、語り手が生涯の中で過ごしたことのある様々な部屋が回想されていく。ここでは、その後展開する物語の主要な場所がすべて示されている。また、幼い語り手の散歩道として「スワン家のほう」と「ゲルマント家の方」という2つの方角が提示されているが、全編の主要人物のうちの多くは、この2家のうちのどちらかに関連して登場する。前者の道はブルジョワ社会を、後者は伝統的な貴族社会を象徴する方角となっていき、最後の巻では2つの道が実は繋がっていたことを知らされ、この両家の間に生まれたサン＝ルー嬢が登場することによって2つの方向が象徴的に統合される。
この他にも、第4篇以降で展開される同性愛の主題をそれとなく、第1篇の大叔母の会話の中などに暗示的に盛り込み予告するなどの様々な伏線もあり、章同士の照応関係、要所要所におかれた無意志的記憶の現象、土地と土地との類似関係など、長大な作品に堅牢な構造を与えるための様々な工夫がなされている。

### 語り手
『失われた時を求めて』の語り手である〈私〉は、多くの点で作者プルーストとの共通点を持っているが、重要な相違点もある。例えば、プルーストの母はユダヤ人であり、プルーストは幼少の頃から母方の親戚と親しく交流していたのだが、作品では語り手からユダヤ人であることをうかがわせる要素は注意深く排除されており、代わりにスワン、ブロックといった人物がユダヤ人として登場している。また、プルーストは同性愛者であったが、この要素も語り手からは排除されており、同性愛のモチーフは語り手の恋人であるアルベルチーヌや、サロンで知り合うシャルリュス男爵などへ転嫁されている。
なお、この長い小説の中で語り手である〈私〉の名前は、一度も出てこない。何度か語り手の名前を出さざるを得なくなるような状況は出てくるものの、プルーストはそのつど名前を告げなくてもいいように注意深く配慮している。
ちなみに第5篇『囚われの女』では、アルベルチーヌが語り手のことを「マルセル」と呼ぶシーンがあるためにしばしば語り手の名前は「マルセル」であると誤解されたが、よく読めばわかるように、このシーンは〈もし語り手がこの本の著者と同じ名前であったら〉という仮定の上で書かれている場面であり、むしろ語り手の名が「マルセル」ではないことを逆証明するものである。ただしこれは、あえて虚構の設定を課すことで、作者の真実を語るという小説というものの、作品と作者の関係性のからくりを表わしているものでもある。
また、プルーストがこのような一人称の書き方をしているのは、この作品全体が〈私〉の成立史であり、物語の冒頭では誰ともわからずに登場する〈私〉が、物語が進むにつれて様々な人や事物に触れて認識を深めていくことで、読者のうちに1人の作中人物としての〈私〉の実態が現れていくことを意図しているためでもある。さらに、特定の名前を持たない〈私〉とすることで、その私が容易に読者自身にすり替わることができるよう配慮したものだと考えることもでき、そこに無名性の意味があると見られている。

## 主要なテーマ

### 記憶と時間
『失われた時を求めて』は記憶をめぐる物語であり、その全体は語り手が回想しつつ書くというふうに記憶に基づく形式で書かれている。プルーストは、意志や知性を働かせて引き出される想起（「意志的記憶」）に対して、ふとした瞬間にわれしらず甦る鮮明な記憶を「無意志的記憶」と呼んで区別した。
作品の冒頭で、語り手は紅茶に浸った一片のマドレーヌの味覚をきっかけに、コンブレーに滞在していた頃にまったく同じ体験をしたことを不意に思い出し、そこから強烈な幸福感とともに鮮明な記憶と印象が次々に甦ってくる。「無意志的記憶」の要素は、それ以降物語の中にしばしば類似の例がちりばめられている。
例えば、『ソドムとゴモラ』の巻で「心の間歇」と題された断章で、語り手は、バルベックのホテルに着いて疲労を感じながらショートブーツの脱ごうとした瞬間、不意に亡くなったばかりの祖母の顔を思い出して、それまで実感できないままだったその死をまざまざと感じさせられるという経験をする。
このような「無意志的記憶」の現象は、最終巻『見出された時』において、ゲルマント大公邸の中庭で敷石に躓いた時に、ヴェネツィアの寺院の洗礼堂でタイルに躓いた記憶が蘇り、第1巻のマドレーヌのときと同じような歓喜の感覚を再びすることによって、その幸福感の秘密が解明される。それは、同じ感覚を〈現在の瞬間に感じるとともに、遠い過去においても感じていた結果〉、〈過去を現在に食い込ませることになり、自分のいるのが過去なのか現在なのか判然としなくなった〉ためで、この瞬間〈私〉は〈超時間的存在〉となる。
語り手は、〈文学作品のすべての素材は私の過ぎ去った生涯である〉という認識とともに、自分の人生において経験した瞬間瞬間の印象を文学作品のうえに再構成し、音楽に匹敵する文学を書く決意を固めていく。このような「無意志的記憶」を文学作品において登場させたのは、プルーストが最初というわけではないが、こうした現象はしばしば「プルースト現象」あるいは「プルースト効果」という言い方で知られるようになっている。

### 芸術と芸術家

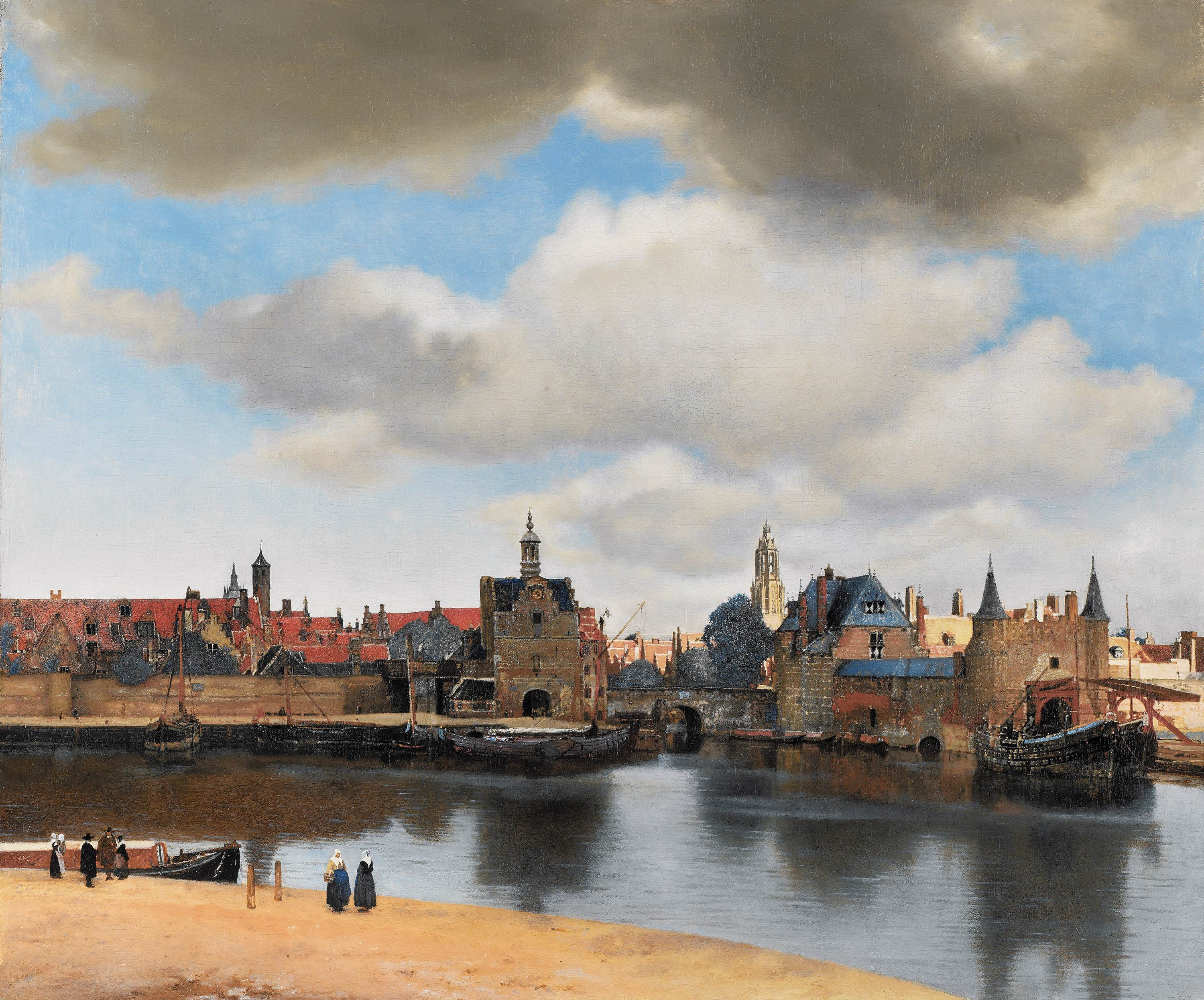
フェルメール作『デルフトの眺望』。プルーストはオランダ旅行時の1902年にもデン・ハーグのハーグ美術館でこの絵画を見ており、知人に宛てた書簡で「ハーグで『デルフト眺望』を見てからというもの、この世で最も美しい絵画を見た、と思ってきました」と書いている。

上記のように『失われた時を求めて』は、芸術を求める〈私〉が様々な経験や考察を経た後で、文学の意味を発見し、文学的使命に目覚めるまでを描いた物語であり、一種のビルドゥングスロマン（修行小説）、語り手による、文学の根拠を探求する小説として読むこともでき、作品中にはルノアール、モロー、ワグナーらをはじめ様々な芸術家、作家の名が引用されているだけでなく、物語に重要な役割を果たす架空の芸術家が幾人か登場する。
例えば、コンブレーのピアノ教師ヴァントゥイユは、平凡で地味な生活を送っているが、その外的生活と芸術家としてのヴァントゥイユの内的な深層の自我とは別の物だというプルーストの『サント＝ブーヴに反論する』で主張しているテーマが表現される。ヴァントゥイユの作曲したソナタ （Sonate de Vinteuil）は、作品の第1巻第1部「スワンの恋」でスワンとオデットが近づくきっかけになり、またヴァントゥイユのソナタと同じモチーフを持つ未完の遺作の「七重奏曲」は、のちにその娘ヴァントゥイユ嬢の同性愛の相手によって完成させられ、サロンでそれを聞いた語り手の魂に深い感銘を与えることになる。
避暑地バルベックで親しくなる画家のエルスチールの絵画『ミス・サクリパンの肖像』には男装の麗人が描かれ（モデルはオデットだったとされる）、『カルクチュイ港』にも対象の本当の印象や、芸術家の内的なビジョンの真実を表現する意図がエルスチールにはあった。語り手は、エルスチールの絵に「現実を前にしたとき、自分の知性が与えるいっさいの概念を捨てて」、画家の印象を正確に描こうとする態度を見出し、そこに文学の隠喩表現と類似する現実の変容を見出す。またエルスチールは以前に社交界のサロンでビッシュといいう名で出入りし、太鼓持ちや道化役をしていたという挿話にも、『サント＝ブーヴに反論する』の主張が生きている。
また語り手がかつて愛読した作家だったベルゴットは、展覧会でフェルメールの『デルフトの眺望』を見て強い印象を受け、「このように書かなくちゃいけなかったんだ」、「この小さな黄色い壁のように絵具をいくつも積み上げて、文章そのものを価値あるものにしなければいけなかったんだ」とつぶやきその場で死んでいく。
聞き書きの形で語られるこのベルゴットの死の情景場面は、以前に書いた断片挿話の焼き直しで、その創作断片では、オランダでのレンブラントの展覧会で、〈私〉が〈死人のような〉ジョン・ラスキンに出会うという設定となっている。また、プルースト自身が死の前年1921年4月に実際にジュ・ド・ポーム美術館のオランダ絵画展で『デルフトの眺望』を見た時（2度目）の経験をもとに書かれたとも考えられている。
また作中には、読書をする語り手の意識も細かく語っているが、そこには芸術の受容というものにこだわるプルーストの読書論が展開されており、これは音楽や絵画、舞台などの受け手の心理の分析にも同根のものが見られる。

### 社交界とスノビズム

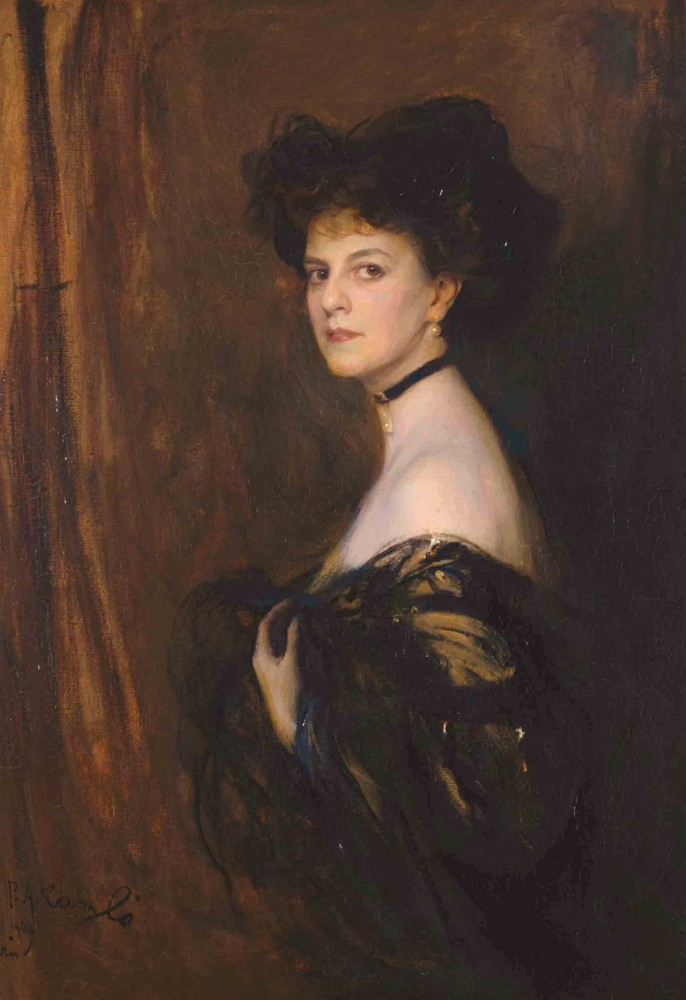
ゲルマント公爵夫人の主要モデルとされているグレフュール伯爵夫人の肖像

パリの社交界は『失われた時を求めて』の主要な舞台の1つであり、作品中ではサロンの描写に非常に多くのページが割かれている。作中ではパリの社交界の中心にあるのはゲルマント公爵夫人のサロンであり、その周りにそれよりも威光があるが閉鎖的で退屈なゲルマント大公夫人のサロン、同じ一族であるが低位にあるヴィルパリジ侯爵夫人のサロン、そしてスワンとオデットとの恋の舞台でもあるヴェルデュラン夫人のサロンなどが配されている。
ゲルマント一族による貴族のサロンではブルジョワの振る舞いが軽蔑され、一方ブルジョワのヴェルデュラン夫人は貴族を軽蔑する様子を見せるが深層では羨望しており、未亡人となった彼女は最終的に、夫人と死別した老ゲルマント大公と再婚して大公夫人の座に居座り、貴族のサロンの頂点に君臨することになる。
ゲルマント公爵夫人のサロンは、当初は語り手の憧れの対象となるが、社交界に入り込むにつれてその皮相さ、浅薄さに気付いていくとともに、社交界を取り巻くスノビズムを徹底した怜悧な目で描き出し、また同時にその滑稽なものの中にある美しい普遍性や人間性を見出す。
作者のプルースト自身、若い頃から著名なサロンに出入りしており、この経験がサロンの描写に生かされているだけでなく、現実の社交界で出合った様々な人物が作中のモデルとして使われている。また、プルーストの愛読書であったルイ・ド・ルヴロワ・ド・サン＝シモン公爵（1675-1755年）の『回想録』の影響もかなりある。徹底したスノビズムの描写は、おろかなもの、凡庸なものの中にも普遍性を見出すことができるというプルーストの考えの反映であり、またそのいくらかはスノブであるプルースト自身の姿でもあることを自覚していた。

### 肉親の死・心の間歇
シャンゼリゼ公園に祖母と出掛けた語り手は、そこで発作を起こした祖母の重い病の看病しながら、死にゆく自分の肉体の中に巣くっている病を見つめているであろう祖母の内面を推察していく描写があるが、そこでは死の到来を恋人（命）の裏切りに喩えており、病によって明瞭となる自分の「身体の他者性」を考察している。
そして祖母の死から1年以上経った頃、かつて祖母とバカンスを過ごした避暑地バルベックに再び到着し、ホテルの部屋で疲れてショートブーツを脱ごうと身をかがめた瞬間、それと同じ動作を数年前にした時に祖母がブーツを脱がせてくれ、悲嘆と孤独に打ちひしがれていた自分を助けてくれたことが不意にありありと蘇り（無意志的記憶）、涙を流しながら祖母の死を実感するという挿話がある。語り手はこれを「心の間歇」と名付け、長いこと眠り込んでいた感情があるきっかけで、呼び覚まされる現象を描いている。
語り手は、自身が祖母の心労や悲しみの原因となったと考え、自責の念を持ち、誤診をした医師を呼んで来たのも自分だったことなども気にかかっていた。作中の祖母の存在には、プルースト自身の母親ジャンヌへの感情が重ねられていることが看取される。

### 恋愛と同性愛

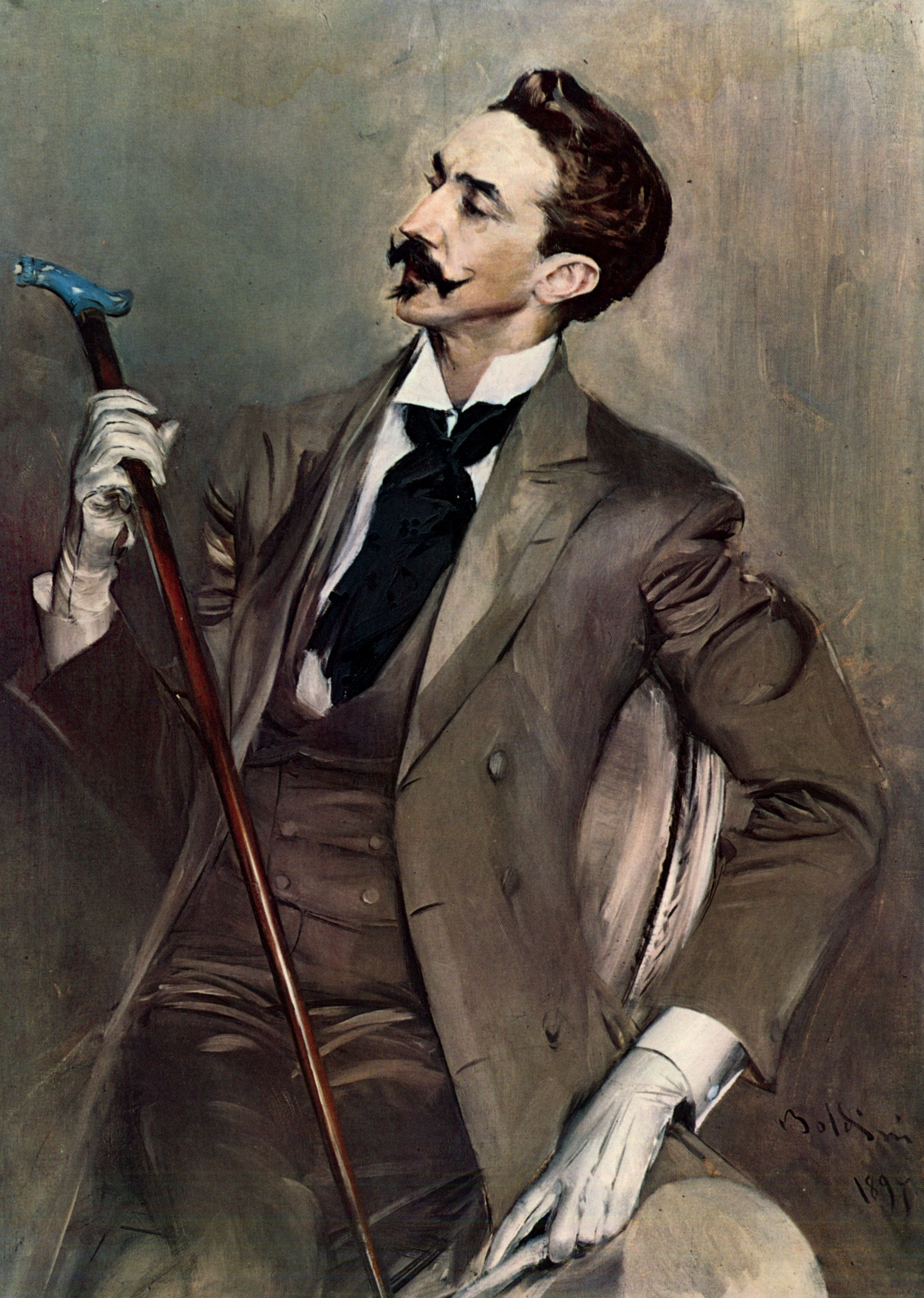
シャルリュス男爵のモデルとなったモンテスキュー伯の肖像。同性愛者でありながら社交界や文芸界にも大きな勢力をもっていた。

この作品では3つの大きな恋愛が描かれている。すなわち、オデットに対するスワンの恋、ジルベルトに対する語り手の恋、アルベルチーヌに対する語り手の恋で、最初の1つは結婚によって、2つ目は別離によって、3つ目は相手の死によって終わっているが、いずれも最後には情熱が冷まされ無関心に至るという点は共通している。
作品の始めのほうにおかれたスワンの恋は、後に語り手が経験する恋愛の一種の予告編であり、細部に渡って語り手の恋愛との共通点を持つ。『失われた時を求めて』で描かれる恋愛は重苦しく、独占的であり、しばしば嫉妬が重要なテーマとなっている。このような恋愛の裏でもう1つの大きなテーマとして同性愛が展開する。
『失われた時を求めて』には多数の同性愛者、あるいはその可能性を持つものが登場しており、女性ではヴァントゥイユ嬢、オデット、アルベルチーヌ、アンドレ、エステル、レアなど、男性ではシャルリュス男爵、その恋愛相手のジュピヤン、モレルのほか、サン＝ルー侯爵、ゲルマント大公、ヴォグベール侯爵などがいる。女性の同性愛は語り手の恋愛における嫉妬の原因として機能し、また語り手にとって女性を謎めいた存在にしておく口実を引き受ける役割を担うが、それ以上深く追究されていくことはない。
一方、シャルリュス男爵を中心とする男性の同性愛の動向は語り手を引き付け、観察・考察の対象となる。この作品の中でプルーストは彼らの同性愛を巡る事件をおぞましく、グロテスクなものとして描いているが、その中に潜むある種の感動や真摯さを見出している。なお、シャルリュス男爵は、ロベール・ド・モンテスキュー伯爵がモデルとなっている。
また、迫害の歴史を持つマイノリティーとしてユダヤ人と同性愛者とを比較し、その共通点を探ってもいる。同性愛者とユダヤ人との共通点として、彼らが同類への憐憫と嫌悪の混在したアンビバレントな感情を持ち合わせていることをプルーストは強調し、それはプルースト自身の存在に対する矛盾した感情や、同族だという理由だけで徒党を組むことへの批判意識でもあった。
また、語り手の恋人アルベルチーヌには、プルーストが惹かれていた青年アルフレッド・アゴスチネリが主要なモデルであるが、1902年頃に交友していた青年貴族で外交官のベルドラン・ド・フェヌロンも、アルベルチーヌの前身であるマリア（大幅改稿前の名前）のモデルとなっている。プルーストは、このフェヌロンやアントワーヌ・ビベスコ（母エレーヌはアンナ・ド・ノアイユの従姉妹に当たる）と一緒に1902年にベルギー、オランダ旅行をしている。

### ユダヤ人とドレフュス事件

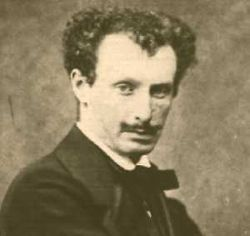
スワンのモデルとなったシャルル・アース。スワンと同様、株式仲買人の息子で中流のユダヤ人でありながら上流社会に出入りし貴族や皇族とも親しかった。

この作品ではまた数人のユダヤ人が重要な役割を果たす。特に重要なのは第1巻第1部でその恋が語られるユダヤ人シャルル・スワンである。彼はブルジョワ階級の出で、それもフランス社会で不利な立場に置かれていたユダヤ人でありながら、パリの最上流の貴族社会に出入りして華やかな社交生活を送っている。
他方、語り手の年長の悪友である下層ユダヤ人の作家志望ブロックは、出世主義的でうぬぼれが強いユダヤ人の戯画としてスワンとは対照的に描かれている。スワンはおそらくプルーストがそうありたいと思うようなユダヤ人像であり、反対にプルーストはブロックの反ユダヤ的な言動を批判的に見ている。
しかし物語が進むと、スワンは高級娼婦オデットと結婚してから社交界での立場が悪くなり、さらに妻の社会的地位の向上を気にかける俗物的な面を見せるようになり、反対にブロックは社交界での地位を登りつめ、作家としても認められ貴族社会に入り込むことに成功して、育ちの悪さも無くなってくる。このほかにサン＝ルー侯爵の愛人で元娼婦のユダヤ人ラシェルがいるが、物語ではいずれのユダヤ人も社会的な地位の浮沈とセットで描かれていることになる。
また作中のサロンの場面では、実在のフランスのユダヤ人大尉アルフレド・ドレフュスの冤罪をめぐる「ドレフュス事件」が主要な話題の1つとして登場する。この事件をめぐって当時フランス社会が真二つに分かれた状況を反映し、作品の人物もドレフュス派と反ドレフュス派に分かれて様々な態度を取っている。
例えばゲルマント公爵夫妻は反ドレフュス派であり、親ドレフュスの態度を取るサン＝ルー侯爵に非難を浴びせる。ゲルマント大公夫妻は当初は激しい反ユダヤ主義者であったが、裁判が進むにつれドレフュスの無罪を確信せざるを得なくなる。ユダヤ人のスワンは熱心にドレフュスの擁護をするが、しかし一方でフランス軍隊に対する愛着を示し、反軍的なキャンペーンには関わりたくないと考えて、ピカール中佐（ドレフュスの無罪を立証しようとして逆に収監された人物）の嘆願署名を拒否する。
スワンはまたこの事件に対する貴族の反応から、貴族たちと長年付き合ってきたことを後悔するようになる。ドレフュスの無罪を主張していたサン＝ルーについては、その後、前述のユダヤ人ラシェルを愛人にしていたことがその原因だったとわかり、彼はラシェルと別れた後は自分のかつての言動を否認するようになる。
ユダヤ人であったプルーストはドレフュス事件に早くから関心を持ち、親ドレフュス派として署名運動に関わったり、これに関するエミール・ゾラの名誉毀損裁判を熱心に傍聴したりしていた。しかし『失われた時を求めて』では、プルーストはむしろ社交界における様々な反応を描くことに専念している。

## 出版と反響
1912年に『失われた時を求めて』の第1篇の原稿を完成させたプルーストは、出版先を探し始めた。プルーストは、自身が無名の作家であること、また作品内に同性愛の記述があることから出版に困難が伴うことを覚悟し、自費出版を申し出ていた。しかし、それでも交渉は難航し、ファスケル社、オランドルフ社に断られた後、新進作家の牙城であった『新フランス評論』（NRF）を出版するガリマール社に原稿を持っていった。
ところがここでも断られ、最終的に友人の伝手のあったグラッセ社からの出版が決まった。値段は3フラン50サンチームと非常に安価で、これは当初10フランを提案したグラッセ社に対して、作品をより広く流布させたいというプルーストの意向により付けられた値段であった。
1913年11月14日に第1篇『スワン家のほうへ』が刊行されると、プルーストの知り合いの編集者に働きかけたこともあって、新聞各紙に書評が掲載された。内容は賛否さまざまであったが、中にはこの作品を「マネ風の新鮮で自由闊達なタッチに満ちた巨大な細密画」と表現したジャン・コクトー（『エクセルシオール』紙）や、その文体を「見えざる複雑さのおかげで単純になった」と評した『フィガロ』紙のリュシアン・ドーデ（アルフォンス・ドーデの次男）などの評が含まれる。
しかし、最も反響があったのは、先に『失われた時を求めて』の出版拒否を行なっていた『新フランス評論』の内部であった。そこでは、この作品の先進性が見抜けなかったことに対して、メンバー内で深刻な内部批判が起こり、その結果、メンバーの一人であったジッドからプルーストに対して丁寧な謝罪の手紙が書かれた上に、第1巻の版権をグラッセ社から買い取ること、第2篇以降を自社から出版する方針を固めた。グラッセ社への義理立てもあって、プルーストは、この件に当初難色を示したものの、最終的には提案通り、以降の『失われた時を求めて』はガリマール社から出版されることが決まった。
大戦終結後の1918年に第2篇『花咲く乙女たちのかげに』がガリマール社で刊行されると、プルーストは、ゴンクール賞の選考委員であるレオン・ドーデ（リュシアン・ドーデの兄）の支持が得られることが分かったため、同賞に立候補した。そして、新進作家ロラン・ドルジュレスの『木の十字架』を破り、翌19年にゴンクール賞を受賞した。
この受賞に対しては、若いドルジュレスに上げるべきだったという意見や、プルーストが選考委員と関係があるという非難がジャーナリズムに持ち上がった。しかし、『ル・タン』紙のポール・スーデーやレオン・ドーデ、『新フランス評論』のジャック・リヴィエールらは、プルースト擁護の筆を取っている。
1921年5月に『ゲルマントのほう II』『ソドムとゴモラ』が出版され、その同性愛の主題がはっきりしてくると、ジッドは、そこで同性愛があまりに陰惨に書かれていることに対して、難色を示した。また、ドーデ兄弟の義弟であったアンドレ・ジェルマンは、怒りを爆発させて『エクリ・ヌーヴォー』誌上でプルーストを「従僕の情婦に成り下がったオールドミス」呼ばわりし、あやうく決闘にまで発展するところであった。
また一方で、『ソドムとゴモラ II』（1922年5月）、没後刊の『囚われの女』（1923年11月）は賛辞で迎えられ、プルーストはその評価を確固たるものとしていった。しかし、『消え去ったアルベルチーヌ』（1925年）、『見出された時』（1927年）では、草稿段階であったことも含めて、再び批判が現れてくる。しかし、『見出された時』に関しエドモン・ジャルー（『ヌーヴェル・リテレール』紙）は、作品の円環的な構造を指摘し、「その内在的な美が完全に啓示されるまではまだ多くの年月がかかるだろう」と記している。
生誕150周年の2021年に、初稿「75枚の草稿」とその関連原稿が、研究者ベルナール・ド・ファロワの遺品中から発見され、出版された（ナタリー・モーリヤック編、ガリマール刊）。

## 日本語訳
- 『失ひし時を索めて 第1巻・スワン家のほう』武蔵野書院、1931年。作品社（3冊刊）、1931-1934年
淀野隆三・佐藤正彰・井上究一郎[76]・久米文夫訳
- 五来達訳『失はれし時を索めて』三笠書房 （第3篇途中まで）、1934-1935年
訳者は、フランス文学者ではなく化学者。1954年に『見出された時』（三笠書房）を刊行。
- 『失われた時を求めて』（全13巻）新潮社、1953-1955年、新潮文庫（改訂版）、1958-1959年／新潮社（全7巻組）、1974年
淀野隆三・井上究一郎・伊吹武彦・生島遼一・市原豊太・中村真一郎訳
- 井上究一郎訳『失われた時を求めて』筑摩書房〈筑摩世界文学大系 全5巻〉、1973-1988年
  - 改訂版『プルースト全集 1－10』筑摩書房、1984-1989年／ちくま文庫（全10巻）、1992-1993年。グーテンベルク21（電子書籍、2021-2022年）で再刊
- 鈴木道彦訳『失われた時を求めて』（全13巻）、集英社、1996-2001年／集英社文庫（改訂版、各・巻末エッセイ）、2006-2007年
  - 抄訳版が先行出版。単行版（上・下）、1992年。文庫版（全3巻）、2002年
- 吉川一義訳『失われた時を求めて』（全14巻）、岩波文庫、2010年11月 - 2019年11月（最終巻に総索引収録）
  - 吉川一義編訳『「失われた時を求めて」名文選』岩波書店、2024年9月
- 高遠弘美訳『失われた時を求めて』（全14巻予定）、光文社古典新訳文庫、2010年9月-刊行中（2019年時点で第6巻まで刊行、電子書籍も出版）
- 高遠弘美訳『消え去ったアルベルチーヌ』光文社古典新訳文庫、2008年5月
1980年代に発見された新たな原稿を基にしたもの。
- 角田光代、芳川泰久訳『失われた時を求めて 全一冊』新潮社〈新潮モダン・クラシックス〉、2015年5月
プレイヤッド版（1987-1989年）を底本に、約十分の一の長さで縮訳した書。あとがきで訳者の芳川は、短くしてはいるが原文にないものは付け加えておらず、いわゆる超訳ではない、と述べている。電子書籍も出版。

長編作品として「20世紀文学の最高峰」と評される作品だけに、フランス文学者にとしてライフワークで取り組み完訳も複数ある。
上記の岩波版『名文選』の他に、以下の訳者らによるガイドブックや研究・解説本が刊行。「参考文献」も参照。
- 鈴木道彦『マルセル・プルーストの誕生　新編プルースト論考』（藤原書店、2013年）
- 芳川泰久『謎とき「失われた時を求めて」』（新潮選書、2015年）- 以下は電子書籍も出版
- 鹿島茂『「失われた時を求めて」の完読を求めて 「スワン家の方へ」精読』（PHP研究所、2019年）
- 吉川一義『『失われた時を求めて』への招待』（岩波新書、2021年）
- 吉川一義『絵画で読む『失われた時を求めて』カラー版』（中公新書、2022年）

## 翻案

### 映画
- 『セレスト』1981年、西ドイツ
  - 監督：パーシー・アドロン
  - 出演：Y・ヤルゲン・アルント、エヴァ・マッテス、ノーベル・ヴァルタ
- 『スワンの恋』1983年、フランス・西ドイツ合作
  - 製作：マルガレート・メネゴス。監督：フォルカー・シュレンドルフ
  - 出演：ジェレミー・アイアンズ、オルネラ・ムーティ、アラン・ドロン、ファニー・アルダン
- 『見出された時〜「失われた時を求めて」より〜』1998年、フランス・ポルトガル・イタリア合作
  - 製作：ジョン・マルコヴィッチ。監督：ラウル・ルイス
  - 出演：エマニュエル・ベアール、カトリーヌ・ドヌーヴ、ジョン・マルコヴィッチ
- 『囚われの女』2000年、フランス・ベルギー合作（『囚われの女』La Prisonnièreの自由な翻案。映画タイトルはLa Captive）
  - 製作：パウロ・ブランコ。監督：シャンタル・アケルマン
  - 出演：スタニスラス・メラール、シルヴィー・テステュー、オリヴィア・ボナミー
- 『囚われの女』2015年、ポーランド
  - 監督：クシシュトフ・ガルバチェフスキ
  - 出演：バルトシュ・ゲルネル、カロリーナ・ピエホタ

### テレビドラマ
- 『失われた時を求めて』2011年、フランス（全2話）
  - 監督・脚本：ニナ・コンパネーズ。原案：フォルカー・シュレンドルフ
  - 出演：ミッチャ・レスコット、キャロライン・ティレット、ドミニク・ブラン

### 舞台
- バレエ『プルースト　失われた時を求めて』1974年初演
  - 振付：ローラン・プティ

### 戯曲
- ルキノ・ヴィスコンティ『シナリオ 失われた時を求めて』大条成昭訳、筑摩書房、1984年／ちくま文庫、1993年
  - スーゾ・チェッキ・ダミーコと共著、1970年代の晩年、映画化を構想していた。
- ハロルド・ピンター／ダイ・トレヴィス『失われた時を求めて』 
  - 喜志哲雄訳、早川書房「作品集Ⅲ」ハヤカワ演劇文庫、2009年／霜康司訳、文芸社、2020年
- 中村真一郎『失われた時を求めて ラジオ・ロマン』筑摩書房、1985年。全5回の放送台本

### 漫画
- ステファヌ・ウエ『失われた時を求めて フランスコミック版 第1・2巻』中条省平訳・解説、白夜書房、2007-2008年。
  - 『失われた時を求めて フランスコミック版』中条省平訳、祥伝社、2016年 - 2022年。新訂版
- バラエティ・アートワークス『失われた時を求めて まんがで読破』イースト・プレス、2009年。